# Винар Любомир-Роман Іванович
Любомир-Роман Іванович Винар (2 січня 1932, Львів — 16 квітня 2017, Парма, штат Огайо) — український  історик, бібліограф, громадський і науковий діяч. Був членом НТШ, УВАН у США, головою Українського історичного товариства, головою наукової ради при Світовому конгресі вільних українців.

## Біографія
Народився у родині українських педагогів. Батько — Іван Винар, директор Львівської дівочої гімназії товариства «Рідна школа».
Початкову освіту здобув у Львівській академічній гімназії.
В 1944 р. разом із батьками емігрував до Чехословаччини, згодом — до Німеччини.
У 1949 р. вступив до Мюнхенського університету, де вивчав суспільні та політичні науки; в Українському вільному університеті (УВУ) — історію України, археологію, літературу та філософію. У 1955 р. закінчив УВУ зі ступенем магістра філософії.
У 1957 р. здобув ступінь доктора філософії.

### Діяльність
У системі історичних досліджень особливу увагу зосереджує на вивченні методології історії й інших суспільних наук, літературознавства, історії культури, мистецтвознавства.
Переїхавши в 1956 р. до США, учений працював у різних знаних освітніх і наукових установах: у Технологічному інституті в м. Кейс, професором у Колорадському, Денверському, Боулінг Грінському і Кентському університетах.
Заснував Науковий центр дослідження етнічних публікацій і був його директором до 1996 р., створив концепцію наукового часопису «Український історик» (УІ) та Українського історичного товариства (УІТ). За його ініціативою у відносно короткий проміжок часу наукові осередки УІТ постали в Мюнхені, Нью-Йорку, Денвері, Клівленді, Чикаго, Вінніпезі, Торонто та інших містах, а також було розбудовано широку мережу представництв УІ в Америці, Канаді, Європі, Австралії, а після 1990 р. — і в Україні.
Вагомим у доробку вченого є українська історіографія. Він — видатний дослідник життя і творчості М. Грушевського, автор досліджень окремих періодів розвитку української історичної науки та фундаментальної праці, присвяченої науковій спадщині цілої плеяди істориків, археологів, будівничих української культури і науки: В. Антоновича, М. Грушевського, О. Оглоблина, І. Франка, І. Крип'якевича, Н. Полонської-Василенко, М. Ждана, М. Чубатого, Є. Онацького та ін.
У 1960-х рр. предмет його досліджень — історія української культури, зокрема розвиток українського раннього друкарства і книговидання. Вагомим є науковий доробок ученого і в таких важливих сферах, як бібліографознавство, архівознавство і бібліотекознавство. Він — автор понад 1600 публікацій та 60 монографій.

### Відзнаки
За великі наукові заслуги вчений нагороджений відзнаками українських і міжнародних організацій:
- дипломом лауреата премії ім. М. Грушевського (Наукове товариство ім. Т. Шевченка; 1994);
- медаллю св. Володимира (Світовий конгрес вільних українців; 1993, Канада — Торонто);
- почесний академік Національного університету «Острозька академія» (1999);
- почесним доктором Чернівецького національного університету ім. Ю. Федьковича (з 2002).

## Праці
- Винар Л., Огляд історичної літератури про початки української козаччини // Український історик. — 1965. — № 1–2.
- Винар Л., Професор Н. Полонська-Василенко і Українське Історичне Товариство [Архівовано 22 лютого 2016 у Wayback Machine.] // Український історик. — 1969. — № 1–3.
- Винар Л., Матеріяли до біографії проф. Наталії Полонської-Василенко. «Український історик», 1983, № 2—4.
- Винар Л. Найвидатніший історик України Михайло Грушевський (1866—1934) / Винар Л. — [Б. м.]: Сучасність, 1985. — 120 с.